# 田中祐之
田中 祐之（たなか すけゆき、1907年4月3日 - 1986年10月29日）は、日本の経済学者。元東京経済大学学長事務取扱。

## 人物・経歴
大阪府出身。成器商業学校（現大阪学芸高等学校）を経て、1929年神戸高等商業学校（現神戸大学）卒業。1932年東京商科大学（現一橋大学）学部卒業。東京経済大学経済学部長などを務め、1951年から東京経済大学学長事務取扱。1953年退任。1979年勲三等瑞宝章受章。1986年叙正五位。